# Jacob le menteur (film)
Pour les articles homonymes, voir Jakob le menteur.
Pour plus de détails, voir Fiche technique et Distribution.
Jacob le menteur (Jakob der Lügner) est un film germano-tchécoslovaque réalisé par Frank Beyer, diffusé pour la première fois à la télévision en 1974 puis sorti au cinéma à partir de 1975.
Le film, présenté par l'Allemagne de l'Est, a été nommé pour l'Oscar du meilleur film en langue étrangère à la 49e cérémonie des Oscars en 1977.

## Synopsis
L'histoire, tragique, se déroulant pendant la Seconde Guerre mondiale, est inspirée par le récit du père de l'auteur du scénario.
Dans le ghetto juif d'une petite ville polonaise, Jakob Heym est arrêté pour n'avoir pas respecté le couvre-feu. Dans la salle de garde, il entend à la radio que l'Armée rouge est proche : espérance inopinée.
Pour redonner espoir à ses compagnons d'infortune déportés par vagues successives, Jakob affirme détenir une radio, ce qui est strictement interdit. Pris au piège de son mensonge, il doit inventer jour après jour des nouvelles, lesquelles rejoignent souvent la réalité. Jakob devient un héros jusqu'à ce qu'il soit rejoint par son destin.

## Fiche technique
- Titre : Jacob le menteur
- Titre original : Jakob der Lügner
- Réalisation : Frank Beyer
- Scénario : Frank Beyer et Jurek Becker d'après son roman éponyme
- Musique : Joachim Werzlau
- Photographie : Günter Marczinkowsky
- Pays d'origine :  Allemagne de l'Est /  Tchécoslovaquie
- Format : couleurs - 1,66:1 - Mono
- Genre : Comédie dramatique et guerre
- Durée : 100 minutes
- Dates de sortie :
  - Allemagne de l'Est : 22 décembre 1974 (première télévisée) ; 17 avril 1975 (sortie en salles)
  - France : 16 mars 1983

## Distribution
- Vlastimil Brodský : Jakob Heym
- Erwin Geschonneck : Kowalski
- Henry Hübchen : Mischa
- Blanche Kommerell (en) : Rosa Frankfurter
- Manuela Simon : Lina
- Margit Bara : Josefa
- Dezső Garas : Felix Frankfurter
- Zsuzsa Gordon (hu) : Frau Frankfurter
- Reimar Johannes Baur : Herschel Schtamm
- Hermann Beyer : Le sergent au poste de garde
- Klaus Brasch (de) : Josef Najdorf
- Jürgen Hilbrecht (de) : Schwocj
- Paul Lewitt (de) : Horowitz
- Fritz Links (de) : Fajngold
- Edwin Marian (de) : Abraham
- Armin Mueller-Stahl : Roman Schtamm
- Hans-Peter Reinecke : Le soldat devant les latrines
- Friedrich Richter (de) : Professeur Kirschbaum
- Helmut Schellhardt (de) : Cheminot allemand
- Peter Sturm (de) : Herr Schmidt

Acteurs non crédités
- Klaus-Jürgen Steinmann (de) : L'Allemand sortant de son bureau au poste de garde
- Gabriele Gysi (de) : Larissa
- Fred Ludwig (de) : Awron Minsch
- Erich Petraschk (de) : Chaim Balabusne
- Jarmila Karlovská : Une voisine de Mischa
- Alfred Lux : Un ouvrier juif
- Peter Pauli : Un ouvrier juif
- Pavel Vancura : Rafael
- Karel Kalita : Siegfried
- Eckhard Bilz (de) : Soldat faisant le guet à une fenêtre
- Josef Koci : Vieil ouvrier juif en tunique
- Josef Englicki : Un client de Kowalski
- Julius Kornstreicher : Un client de Kowalski
- Gerhard Brieger : Un général soviétique
- Otto Horstmann : Un général soviétique
- Wilhelm Jordan : Un général soviétique

### Production
L'acteur Heinz Rühmann, citoyen de la RDA, a été d'abord choisi pour le rôle principal. Mais pour des raisons politiques, c'est l'acteur tchèque Vlastimil Brodský qui a été engagé et récompensé au Festival de Berlin en 1975 par le prix de l'Ours d'argent.

## Remake et film associé
- Un remake, lui aussi intitulé Jakob le menteur, est réalisé en 1996 par Peter Kassovitz, mais il connaît un échec commercial.
- La vie est belle de Roberto Benigni traite également du même sujet.